# Тягунов, Михаил Александрович
Михаил Александрович Тягунов — советский военачальник, генерал-полковник (май 1980).

## Биография
Родился в 1925 году в деревне Липовка. Член КПСС с 1943 года.
С 1942 года — на военной службе, общественной и политической работе. В 1942—1989 гг. — курсант школы лейтенантов, командир взвода в Великой Отечественной войне, выпускник бронетанковой академии и академии Генерального штаба Вооруженных Сил[уточнить]. С июня 1972 по февраль 1974 — начальник штаба — первый заместитель командующего 7-й танковой армией (Белорусский военный округ). Затем — заместитель командующего театра военных действий Южного направления, С мая 1975 года — начальник штаба Прикарпатского военного округа. С 5 мая 1980 по 13 декабря 1983 года — командующий Уральским военным округом.
Воинские звания:
- Генерал — майор  (с 29.04.1970)
- Генерал — лейтенант  (с 25.04.1975)
- Генерал — полковник  (с 5.05.1980)[1]

Главный военный советник при министре обороны Эфиопии в 1984—1985 гг.
Во время первого армяно-азербайджанского конфликта (1988 г.) занимал должность коменданта района Азербайджан (г. Баку).
Делегат XXIV съезда КПСС.
Умер в Москве в 1997 году.